# Charanyca albescens
Charanyca albescens är en fjärilsart som beskrevs av Lenz. Charanyca albescens ingår i släktet Charanyca och familjen nattflyn. Inga underarter finns listade i Catalogue of Life.